# Calyptella australis
Calyptella australis är en svampart som först beskrevs av Speg., och fick sitt nu gällande namn av W.B. Cooke 1961. Calyptella australis ingår i släktet Calyptella och familjen Marasmiaceae.   Inga underarter finns listade i Catalogue of Life.